# Bokros-csomag

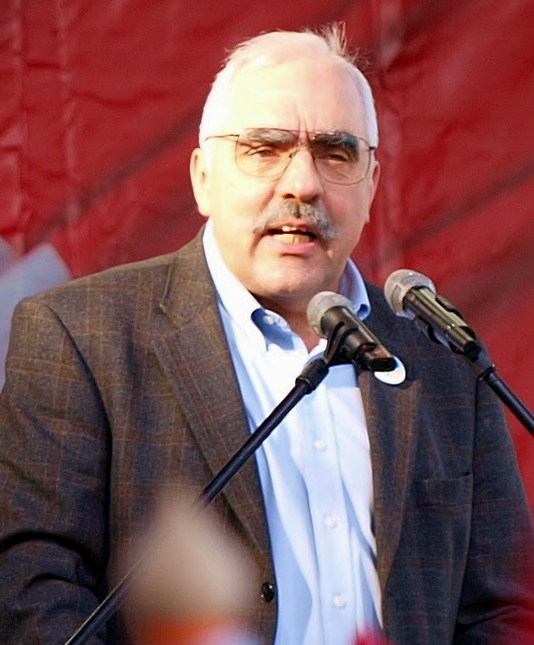
A névadó Bokros Lajos 2013-ban

A Bokros-csomag (olykor: Bokros−Surányi-csomag) máig vitákat kavaró nagy gazdaságpolitikai kiigazítás volt 1995-ben, amely nevét Bokros Lajosról, a Horn-kormány pénzügyminiszterről kapta. A kormány 1995. március 12-én a Magyar Televízió esti műsorában jelentette be a kiigazítási csomagot, amely megmentette az ország fizetőképességét és a rákövetkező években helyreállt a magyar gazdaság megbomlott külső és belső egyensúlya, megteremtve ezzel a felzárkózó országokra jellemző gyors gazdasági növekedés újraindulásának alapjait. Az intézkedéscsomag ugyanakkor az általános életszínvonal átmeneti csökkenésével járt és névadója számára példátlan népszerűtlenséghez vezetett.
Kritikusai szociálisan érzéketlennek, megkésettnek, felületesnek, a hosszútávú megfontolásokat figyelmen kívül hagyónak, sőt egyesek egyenesen hatástalannak és károsnak tartják. Mások ezzel szemben minta értékű kiigazításnak.
A csomag intézkedéseit részben az 1995. március 22-i kormányhatározat és a május 30-án meghozott és az államfő által június 13-án aláírt gazdasági stabilizációs törvény (a Gst) öntötte jogi formába.

## Fő elemei
- 8%-os vámpótlék bevezetése az energiahordozókon kívül minden árura (március 20-tól).
- A forint 9%-os egyszeri leértékelése, illetve a forint csúszó leértékelésének bevezetése (kezdetben havi 1,9%-os mértékben). Főképp a leértékelés és a vámpótlék bevezetése következtében felpörgött az infláció, jelentősen csökkentve a bérek reálértékét.
- A minimálbérek emelkedésének korlátozása az állami szférában (ami a magánszféra béreire is hatott).
- A felsőoktatás, a fogászati ellátás ingyenességének megszüntetése. A felsőoktatásban munkaerő-leépítési normákat határoztak meg. A gyermekgondozási segélyre, családi pótlékra, gyermeknevelési támogatásra jogosultak körének szűkítése. Csökkentették a gyógyszerek állami támogatását, felemelték a nyugdíjkorhatárt.

Nem tartozott a Bokros Lajos által márciusban bejelentett intézkedések közé, de tágabb értelemben a kiigazítás részét képezte a privatizáció felgyorsítása. (Öt év alatt az államadósság 80-ról 50 százalékra történő csökkentésével ez is hozzájárult a külső egyensúly helyreállításához.)

### Megsemmisített elemei
A Bokros-csomag egyes elemeit az Alkotmánybíróság részben vagy egészben megsemmisítette. Az anyasági- és gyermektámogatási juttatások megkurtítását a testület csak az újonnan született gyermekekkel kapcsolatban tartotta alkotmányosnak. A családi pótlék és a táppénz szűkítését és a honoráriumokra kivetett 44%-os társadalombiztosítási járulékot megsemmisítette. Törvényellenesnek mondta ki a felsőoktatási létszámleépítések elrendelését is (ezt azonban az egyetemek a forráselvonások miatt végrehajtották, csaknem kilencezer embert elbocsátva). „Az Alkotmánybíróság döntései 40 milliárd Ft-ot vittek el a 170 milliárd Ft-os csomagból, körülbelül annyit, mint amennyit háromnegyed évvel korábban maga a kormány faragott le Békesi László pótköltségvetéséből. Az AB határozatai a lakáskamatok, a baleseti járulék, betegszabadság, a rászorultság elvű családi pótlék, a tb-fizetési kötelezettség kiterjesztése mellett olyan kérdésekre is kiterjedtek, mint a személyi szám használata (több milliárdos költségkihatással) vagy a Televízió kormány által elhatározott létszámleépítése” – írta később Antal László közgazdász.

## Előzményei
A magyar gazdaság teljesítménye a rendszerváltást követően, az addigi tervgazdálkodásról a piacgazdaságra történő átalakulás időszakában számottevő mértékű visszaesést mutatott: 1990-1993 között a GDP 20 százalékos, az ipari termelés 35 százalékos, a mezőgazdasági szektor 45 százalékos csökkenést szenvedett el, a munkanélküliségi ráta aránya 10 százalékra, az infláció pedig 25 százalékra emelkedett.
A csomag bevezetésének idején a hazai gazdaság akut egyensúlyi problémákkal küzdött, amelyek a Horn Gyula vezette kormány gazdaságpolitikájával szemben kialakult erős külföldi bizalmatlansággal együtt a fizetésképtelenség határára sodorták az országot.
Az 1994-es választási évben a korábbi megrázkódtatásokkal teli évek után először kezdtek érezhetően emelkedni a bérek. Az importáruk iránti nagyobb kereslet tovább növelte a folyó fizetési mérleg 9 százalékos hiányát, miközben az államháztartás hiánya 45 százalékra növekedett. Az állam finanszírozási igénye úgy duzzadt fel, hogy csak rövid lejáratú állampapírok kibocsátásával tudták fedezni, hosszabb távú papírokat nem volt képes eladni.
Magyarországnak 1996-ig nem sikerült megállapodást elérnie az elővigyázatossági hitelmegállapodás folyósításáról a nehézségekkel küszködő országokat kisegítő Nemzetközi Valutaalappal. Az ország iránti bizalmatlanságot növelte, hogy a HungarHotels privatizációjának visszavonását a külföld úgy értékelte: a hatalomba visszatért volt állampárt leállította a privatizációt. Az előző évben kirobbant mexikói adósságválság teremtette légkörben a nemzetközi sajtóban megjelentek olyan vélemények, hogy Magyarország is Mexikó sorsára juthat.
Ebben a helyzetben ráadásul az országnak hónapokig nem volt sem jegybankelnöke (az előző kormány idején kinevezett Bod Péter Ákost 1994 őszén lemondásra kényszerítették), sem pénzügyminisztere (Békesi László 1995. január 29-én lemondott, miután a miniszterelnök csökkenteni akarta hatáskörét).
Bokros Lajost 1995. március 1-jén nevezték ki pénzügyminiszternek. Ugyanekkor lett a Magyar Nemzeti Bank elnöke Surányi György, akinek ugyancsak kulcsszerepe volt a kiigazítás megvalósításában.

## Hatása a mutatókra
Az államháztartás hiánya 1994-ben a GDP 8,4%-ára duzzadt az 1993-as 6,6%-ról, majd a kiigazítás eredményeképp 1995-ben 6,4, a következő évben pedig 3%-ra esett vissza.
Az intézkedések látványos hatással bírtak az inflációra, amely az 1994-es átlagos 18,8%-ról 1995-ben 28,2%-ra szökött fel és a bérbefagyasztással párosulva jelentősen megkurtította a bérek és a nyugdíjak reálértékét. A reálbérek, amelyek 1994-ben 7,2%-kal nőttek, 1995-ben 12,2, 1996-ban 5%-kal estek vissza. Ennél is nagyobb sokk érte a nyugdíjasokat: a reálnyugdíj az 1994-es 5,1%-os növekedés után 1995-ben 10, 1996-ban 8,9%-kal zsugorodott. A lakossági fogyasztás, amely a bérnövekedés ellenére 1994-ben is némileg csökkent (0,2%-kal), 1995-ben és 1996-ban 7,1, illetve 3%-kal esett vissza.
A csomag hatása az ország külkereskedelmi mérlegére ellentmondásos volt. A vámpótlék és a forint leértékelése 1995-ben az import 0,7%-os csökkenéséhez vezetett. Az import növekedési üteme azonban már 1997-ben meghaladta az exportét (ekkor jelentősen megélénkült az egész külkereskedelmi forgalom), pedig a kiigazítás előtti évben az export már jóval a behozatal feletti rátával növekedett.
Az intézkedések azonnali hatásaként jelentősen lelassult a magyar gazdaság növekedése, bár az egyesek által jósolt recesszió nem következett be. Az 1994-es 2,9%-kal szemben 1995-ben csak 1,5, 1996-ban pedig 1,3%-kal nőtt a gazdaság. 1997-ben pedig már 4,6%-ra gyorsult a növekedés.
„Példátlan gyorsasággal szerezte vissza a nemzetközi tőkepiac bizalmát” – írta Antal László, aki rész vett a csomag előkészítésében. Bokrost, már lemondása után az év pénzügyminiszterének, a társszerző Surányi Györgyöt az év jegybankelnökének választotta a Euromoney.

## Társadalmi, politikai hatásai
A csomag még a kormány és a fő kormánypárt, az MSZP politikusai közül is sokakat váratlanul ért. Szekeres Imre egy nappal a döntés előtt még kijelentette: nem várhatók az életszínvonalat csökkentő döntések. A csomag elfogadása után azonnal lemondott a népjóléti miniszter és a titkosszolgálatot felügyelő miniszter, Kovács Pál és Katona Béla, majd októberben Kósáné Kovács Magda munkaügyi miniszter.
A pedagógusok, diákok, tűzoltók több nagy tüntetésen tiltakoztak a Bokros-csomag egyes elemei ellen. Az 1995. március 22-ei tüntetésen a Pénzügyminisztérium előtt több mint tízezer diák vett részt. A tüntetésen Bokros is felszólalt, a diákok kifütyülték.
A Horn-kormány komoly népszerűségvesztést szenvedett el a bevezetett megszorító intézkedések miatt. Bokros Lajos 9 pontos népszerűségi indexével a rendszerváltás óta a legnépszerűtlenebb politikusnak bizonyult 1995-ben és azóta.
A csomag és a körülötte kialakult viták mélyreható társadalom-lélektani-politikai következménye: jelentősen hozzájárultak ahhoz, hogy a magyar közgondolkodásban a „reform” és a „megszorítás” szavak tartalma közt szoros kapcsolat alakult ki és negatív jelentéstartalom társult hozzájuk. A társadalmi hatások közül a  Kádár-korszakból örökölt kiterjedt szociális ellátórendszer zsugorítása mellett a legjelentősebb a demográfiai adatok megállíthatatlannak látszó csökkenése, hiszen a családtámogatások megszüntetésével Bokros a családokkal kapcsolatos közmegegyezést rúgta fel, amit Kádár János kezdeményezett, Antall József megőrzött, de a csomag semmivé tett.

## A csomag körüli viták
A Bokros-csomagot a korabeli belpolitikai szereplők és közgazdász szakmai körök egyaránt éles kritikákkal fogadták. Ezek általában nem a forint-leértékelést vagy a vámpótlék bevezetését, mint stabilizációs eszközöket, hanem elsősorban a szociálpolitikai kiadásokat érintő lefaragásokat bírálták (mint például a tandíj, az egészségügyi szolgáltatások területén bevezetett díjak és kapacitáscsökkentések, a szociális- és családi támogatások szűkítése stb.). A kritikák java szerint ezek a lépések előkészítetlenek voltak, viszonylag kis költségmegtakarítással jártak és ahhoz képest aránytalanul nagy társadalmi károkat okoztak. Egyesek, mint Gazdag László közgazdász szerint a Bokros-csomag csak ártott a rendszerváltás megrázkódtatásaiból kilábalóban lévő gazdaságnak, például a felszökő infláció miatt megemelt jegybanki kamatok jelentősen rontották az államháztartás egyenlegét. Járai Zsigmond későbbi pénzügyminiszter és jegybankelnök így írt a csomagról: „Először is el kellett volna kerülni, hogy szükség legyen rá; másodszor, ha már nem kerülték el, okosabban kellett volna csinálni.” „Ezzel ugyan sok rövid távú problémát megoldottak, ám hosszabb távon helyrehozhatatlan károkat okoztak a gazdaságnak és társadalomnak.”
Más vélemények szerint ezek voltak az igazi reformlépések, illetve hogy Bokros eredeti, a csomag bejelentését megelőző 25 pontos programjában (amelynek egy példányára Horn Gyula azt írta rá: „Egyetértek”) ezeken volt a fő hangsúly.
Bár a Bokros-csomagot balról is érték komoly kritikák és támadások, a heves kritika jellemzően a politikai jobboldalról érkezett, miközben az MSZP és az SZDSZ politikusai, illetve körei általában védelmükbe vették Bokrost (illetve kisebb energiával csomagját) a jobboldali támadásokkal szemben, amelyek a baloldal politikáját a Bokros-csomagra hivatkozva a megszorításokkal igyekeztek összemosni. Eközben a baloldalon gyengíteni igyekeztek ezt a kapcsolatot. Jellemző momentum, hogy 2005 márciusában, egy újabb MSZP-SZDSZ koalíció kormányzása idején Bokros a csomag tizedik évfordulóján magas állami kitüntetést kapott volna, de az indoklásból kihagyták pénzügyminiszteri munkája méltatását, ezért Bokros visszautasította a kitüntetés átvételét.
2010-ben az Index így idézte fel a Bokros-csomag fogadtatását a közgazdászszakma körében: „Amit [a Bokros-csomagot] az akkori mainstream, meghatározó közgazdászok, döntően az egykori pénzügykutatós kollégák kívánatosnak, hasznosnak tartottak, és egyes elemeiben sem igazán kritizálták.” (…) „A két dolog, különösen a Bokros-csomag, a kilencvenes években egyfajta igazodási pontot jelentett a közgazdászok között: aki egyetértett vele, komoly, szakmailag hiteles ember volt, aki nem, az legalábbis nem igazán.”